# Aron

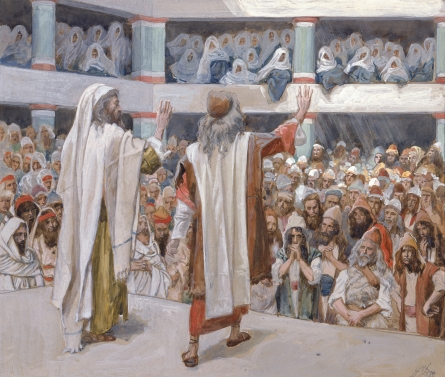
Mose och Aron talar till folket.

Aron är i de hebreiska berättelserna i Gamla Testamentet äldre bror till Mose.
Aron bistod Mose vid israeliternas befrielse från slaveriet i Egypten och blev Israels förste överstepräst. Till Arons uppgifter hörde att utläsa Guds välsignelse över folket med de ord som ännu används inom såväl judendom som kristendom, och som bär hans namn: den aronitiska välsignelsen.
Aron hamnade i konflikt med både Mose och Jahve efter att i Moses frånvaro ha framställt en gyllene avgudabild i form av en kalv. Aron försonades med Gud och räknas som prästernas stamfar i judisk tradition.
Cirka fem kilometer sydväst om staden Petra ligger berget Jabal an-Nabi Haroun. Enligt judisk, kristen och muslimsk tradition är denna höjd Moses äldre bror Arons begravningsplats. 